# Indicatifs régionaux 442 et 760
Pour les articles homonymes, voir 442 (homonymie).

Carte de l'état de Californie avec les territoires de ses indicatifs régionaux. Le territoire desservi par les indicatifs régionaux 442 et 760 est en rouge.

Les indicatifs régionaux 442 et 760 sont deux des multiples indicatifs téléphoniques régionaux de l'État de Californie aux États-Unis.
Ces indicatifs desservent le nord du comté de San Diego et le sud-est de la Californie, incluant la majeure partie du désert des Mojaves et la vallée de l'Owens. Plus précisément, les indicatifs desservent les villes de Palm Springs, Oceanside, Bishop, Ridgecrest, Barstow, El Centro et Needles.
La carte ci-contre indique en rouge le territoire couvert par les indicatifs 442 et 760.
Les indicatifs régionaux 442 et 760 font partie du plan de numérotation nord-américain.